# West Knighton
West Knighton – wieś w Anglii, w hrabstwie Dorset. Leży 4 km na południowy wschód od miasta Dorchester i 183 km na południowy zachód od Londynu.